# 山颯
山颯（シャン・サ、本名：閻妮（ヤン・ニ）、1972年10月26日 - ）は、中国出身、フランスで活動する小説家。

## 来歴
1972年、中国の北京に生まれる。8歳で初めて書いた詩が中国の新聞に掲載され、11歳で処女詩集を出版し、12歳で詩の全中国大会で一位を受賞。15歳で子供のための詩の協会の一員になる。1989年、天安門広場で学生を中心とした民主化を求めるデモに参加するも事件当日は広場に居なかったため巻き込まれることはなかった。1990年、自身が17歳のときに家族と共にパリへ移住。その後、1994年から1996年まで画家バルテュスの秘書を務める。渡仏以来、母語である中国語ではなくフランス語で作品を執筆している。

## 作品
- Les Poèmes de Yan Ni （1983年）
- 『天安門』 Porte de la paix céleste （1997年）
  - 大野朗子の翻訳でポプラ社より2008年に出版された。
- Les quatre vies du saule （1999年）
- 『碁を打つ女』 La Joueuse de Go （2001年）
  - 平岡敦の翻訳で早川書房より2005年に出版された。
- Le Miroir du Calligraphe
  - 書画集。
- 『女帝 わが名は則天武后』 Impératrice （2003年）
  - 吉田良子の翻訳で草思社より2006年に出版された。武則天を題材にしている[1]。
- Les conspirateurs  （2005年）
- Alexandre et Alestria （2006年）
- 『午前4時、東京で会いますか？ パリ・東京往復書簡』
  - 大野朗子の翻訳でポプラ社より2007年 に出版された。リシャール・コラス共著。
- La Cithare nue （2010年）

## 受賞歴
- 『天安門』 Porte de la paix céleste - 1997年ゴンクール賞最優秀新人賞
- Les quatre vies du saule - カゼス＝リップ賞
- 『碁を打つ女』 La Joueuse de Go - （フランスの）高校生のゴンクール賞